# Embraer ERJ 145
Embraer ERJ 145 är en familj av regionala jetflygplan, tillverkade av den brasilianska flygplanstillverkaren Embraer. Familjen omfattar varianterna; ERJ 135, ERJ 140 och ERJ 145 samt affärsflygplanet Legacy och militärflygplanet R-99 som utrustats med erieye radar. Det största planet i familjen är ERJ 145-varianten. Jetflygplanen i serien drivs med två dubbelströmsmotorer. Flygplansfamiljens främsta konkurrent är Bombardier CRJ familjen.

## Historia
Den 11 augusti 1995 genomfördes den första flygningen med ERJ 145. Det första planet levererades i december 1996 till ExpressJet Airlines (då den regionala delen av Continental Airlines). 
Ur ERJ 145 varianten har man senare utvecklat två kortare varianter av flygplanet. Den första varianten är ERJ 135 som är 3,5 meter kortare än ursprungsmodellen ERJ 145, och genomförde sin första flygning den 4 juli 1998. Den andra varianten som har utvecklats är ERJ 140. Den är 1,4 meter kortare än ursprungsmodellen ERJ 145, och genomförde sin första flygning 27 juni 2000.
ExpressJet är den största användaren av flygplan ur ERJ 145 familjen, med 270 av de nästan 1000 plan som idag är i trafik. Den näst största operatören är American Eagle, med 206 plan ur ERJ 145 familjen. 

## Varianter

### Civila modeller
Det finns fyra huvudvarianter av flygplanet:
- ERJ 135, har kapacitet för 30 eller 37 passagerare
- ERJ 140, har kapacitet för 44 passagerare
- ERJ 145, har kapacitet för 50 passagerare
  - EJR 145 XR: Variant med ännu längre räckvidd
- Legacy, ett affärsflygplan med samma storlek som ERJ 135, vanligen med 16 stolar.

Huvudvarianterna har också undervarianter tex. med extra lång räckvidd, andra motorer eller aerodynamiska skillnader såsom Winglets.

### Militära varianter
Modellerna E-99, R-99 och P-99 är varianter som är byggda utifrån samma storlek som ERJ 145, men har militär utrustning och i vissa fall andra aerodynamiska utformningar.